# Ічнянський полк
Ічнянський полк — козацька адміністративно-територіальна та військова одиниця часів Хмельниччини. Утворено 1648 року. Полковий центр — Ічня (нині місто Чернігівської області).
За Зборівською угодою полк ліквідовано, а територію та особовий склад включено до Прилуцького полку, а полкове місто Ічня перетворене на сотенне.
Керував полком Головацький Петро.